# مراقبت‌های اولیه بهداشتی (مجله)
مراقبت‌های اولیه بهداشتی (به انگلیسی: Primary Health Care) یک مجله حرفه‌ای در زمینهٔ تازه‌ها و مقاله‌های پرستاری بالینی است که از سال ۱۹۸۲ به وسیلهٔ کالج سلطنتی پرستاری (Royal College of Nursing) انگلستان، ۱۰ شماره در سال به صورت دیجیتال و چاپی منتشر و به وسیلهٔ خدمات پایگاه داده سی‌آی‌اِن‌اِی‌اِچ‌اِل (CINAHL) و اندکس پرستاری بریتانیا (British Nursing Index) اندکس می‌شود.